# Парк санаторія Кирилівський
Парк санаторія Кирилівський — парк-пам'ятка садово-паркового мистецтва місцевого значення. Об'єкт розташований на території Якимівського району Запорізької області, смт Кирилівка.
Площа — 20 га, статус отриманий у 1972 році.